# Aframomum arundinaceum
Espèce
Synonymes
- Amomum arundinaceum Oliv. & D.Hanb.[1]
- Cardamomum arundinaceum (Oliv. & D.Hanb.) Kuntze[1]

Aframomum arundinaceum est une espèce de plantes à fleurs de la famille des Zingiberaceae et du genre Aframomum, présente au Cameroun et au Gabon.

## Distribution
Relativement rare, l'espèce a été collectée sur trois sites au Cameroun (Wakwa dans l'Adamaoua ; Ngoro dans le Centre ; Djal, Bertoua dans l'Est) et sur deux sites au Gabon.